# Gogeri, Ron
Gogeri là một làng thuộc tehsil Ron, huyện Gadag, bang Karnataka, Ấn Độ.